# Az öngyilkosság
Az öngyilkosság (eredetileg franciául Le Suicide) a szociológia egyik úttörő jellegű könyve. Émile Durkheim francia szociológus írta és publikálta 1897-ben. Ez az öngyilkossággal foglalkozó esettanulmány a maga idejében egyedülálló publikáció volt, ami megmutatta, hogyan kell kinéznie egy szociológiai monográfiának.

## Tartalom
Általában az öngyilkossággal foglalkozó tanulmányok az egyén jellemzőiben keresték az okokat. Durkheim az egyén és a társadalom közötti kapcsolatot tanulmányozta. Észrevette, hogy más az öngyilkossági arány a protestánsok és a katolikusok között, amiből arra következtetett, hogy az erősebb társadalmi kontroll miatt kisebb az öngyilkossági arány. Durkheim szerint az embereknek van egy bizonyos szintű ragaszkodása a társadalomhoz. Ezt ő társadalmi integrációnak nevezi. Túlzottan alacsony vagy túlzottan magas társadalmi integráció is rossz hatással lehet. Az alacsony társadalmi integrációs szint azért káros, mert szervezetlen társadalomhoz vezet, ahol az emberek az öngyilkosságot végső megoldásnak tartják, míg ha ez az arány túl magas, akkor attól tartanak, hogy ők csak málhák a társadalmon.
Durkheim úgy találta, hogy
- az öngyilkosság jellemzőbb az özvegy, elvált vagy házasságon kívül élőkre, mint a házasokra
- gyerekes emberek körében kisebb az öngyilkossági arány
- az öngyilkossági ráta a protestánsoknál magasabb, mint a katolikusoknál
- a katolikus országokban sokkal nagyobb a társadalmi integráltság, mint a protestánsoknál. Ugyanígy indokolható a házas emberek és a gyerekesek körében tapasztalt kisebb öngyilkossági arány is.

Durkheim szerint a katolikus társadalmakban megfelelő szinten van a társadalmi integritás, míg a protestánsoknál ez túl alacsony. A szerző szerint az öngyilkosság a szociális kapcsolatok rendezésének egyik eszköze. A szociális kapcsolatnak két összetevője van. Az egyik a szociális integráció (a többi egyénhez való viszony a társadalmon belül) és a társadalmi szabályozás. Úgy gondolta, hogy az öngyilkosságok aránya a jövőben emelkedni fog, amit a fenti faktorok fognak okozni.
Az analitikus elmélet: Ringel - Preszuicidális szindróma (1949): 
- Beszűkült gondolkodás
- Önmaga felé fordított agresszió
- Öngyilkossági fantáziák

A kognitív elmélet: Williams - Gátolt menekülés modell: A csapdába esettség érzéséből menekül az öngyilkosságba. Beszűkül a gondolkodás és az önéletrajzi emlékezethez való hozzáférés.

## Az öngyilkosság típusai
Durkheim két tényező (társadalmi integráció és szabályozottság) mentén az öngyilkosság 4 típusát különíti el.
Egoista öngyilkosság
Oka a társadalmi integráció alacsony foka (az egyén nem integrálódott kellőképpen a közösségbe). Durkheim megállapítja, hogy a különböző felekezetek között különbség van az öngyilkosságok arányában (csökkenő sorrendben: protestáns, katolikus, zsidó), és ezt a vallások integráló hatására vezeti vissza. Mivel a zsidó vallás integrálja legszorosabban tagjait, köztük a legkevesebb az öngyilkosság, annak ellenére, hogy ez az egyetlen vallás, mely formálisan nem tiltja az öngyilkosságot. Családi állapot szerint is kimutatható a különbség: a házasságnak és a gyereknek védő szerepük van (házasok, családosok közt arányaiban kevesebb az öngyilkos, mint egyedülállók között).
Altruista öngyilkosság
Az előző típussal szemben itt annyira erős az integráció, hogy az egyén feloldódik a közösségben, az individualizáció csak minimális. Az egyénnel a közösség rendelkezik. Az öngyilkosságot a közösség társadalmi célok érdekében követeli. Altípusai: kötelező, fakultatív, kiélezett vagy misztikus. (Példák az altruista öngyilkosságra: amikor a vezér halálakor a szolgák "kötelezően" öngyilkosok lesznek; egyes közösségekben a munkaképtelen öregek öngyilkossága; harakiri.)
Anómiás öngyilkosság
Ezt a típust már nem a társadalom integráló, hanem szabályozó ereje határozza meg. Az adott társadalom öngyilkossági aránya összefügg a közösség szabályozó hatásával. Az anómia („törvény nélküli állapot”, szabályozatlanság, válság, a kollektív rend zavara) megnöveli az öngyilkosságok számát. Közismert, hogy a gazdasági válságok fokozzák az öngyilkosságok számát. A gazdasági anómiához hasonló hatású a „házi anómia” (változás, törés a családi állapotban, megözvegyülés vagy válás).
Fatalista öngyilkosság
Az anómiás típus ellentéte, azaz a túl erős szabályozás következménye. Azért következik be, mert az egyén számára a szabályok megváltoztathatatlanok, a változ(tat)ás lehetetlennek tűnik. Viszonylag ritka típus (például a fiatal férjek öngyilkossága tartozik ide).

## Magyar kiadások
Fordította Józsa Péter.
- Közgazdasági és Jogi Könyvkiadó, 1967, 1982; Cseh-Szombathy László előszavával
- Osiris Kiadó, 2000, 2003